# Mồng tơi
Mồng tơi hay mùng tơi (danh pháp hai phần: Basella alba L., đồng nghĩa B. rubra, B. cananifolia, B. cordifolia, B. crassifolia, B. japonica, B. lucida, B. nigra, B. ramosa, B. volubilis) là một loại cây thuộc họ Mồng tơi (Basellaceae).

## Miêu tả

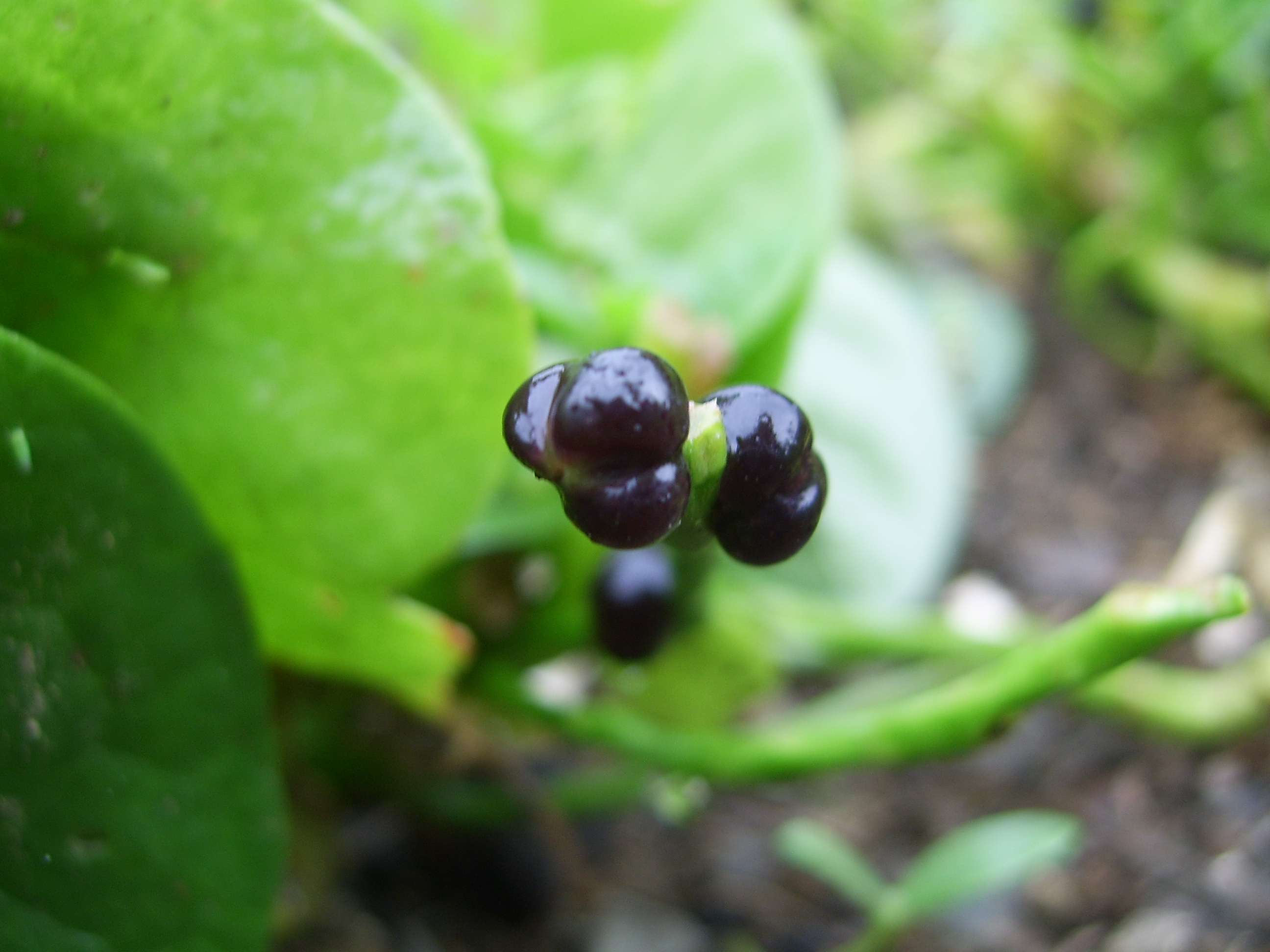
Quả cây mồng tơi

Đây là loại dây leo quấn, mập và nhớt, sống hàng năm hay hai năm. Lá dày hình tim, mọc xen, đơn, nguyên, có cuống. Cụm hoa hình bông mọc ở kẽ lá, màu trắng hay tím đỏ nhạt. Quả mọng, nhỏ, hình cầu hoặc trứng, dài khoảng 5–6 mm, màu xanh, khi chín chuyển màu tím đen. hoặc màu trắng
Cây mồng tơi mọc nhanh, dây có thể dài đến 10 m.

## Công dụng
Lá và đọt thân non của mồng tơi thường được dùng để nấu canh ăn mát và có tính nhuận trường. Nước ép từ quả dùng trị đau mắt. Tại Trung Quốc có nơi người ta dùng rau mồng tơi giã nát đắp chữa vú sưng, nứt, giải độc.

## Thành phần hóa học
Trong rau mồng tơi có vitamin A3, vitamin B3, chất saponin, chất nhầy và chất sắt.

## Ca dao, tục ngữ
- "Nghèo rớt (nhớt) mùng tơi" (Thành ngữ Việt Nam)
- "Gần nhà mà chẳng sang chơi
Để anh ngắt ngọn mồng tơi bắc cầu..." (Ca dao Việt Nam)
- "Nhà nàng ở cạnh nhà tôi,
Cách nhau cái dậu mùng tơi xanh rờn" (Cô hàng xóm, thơ Nguyễn Bính)

## Một vài hình ảnh về cây mồng tơi

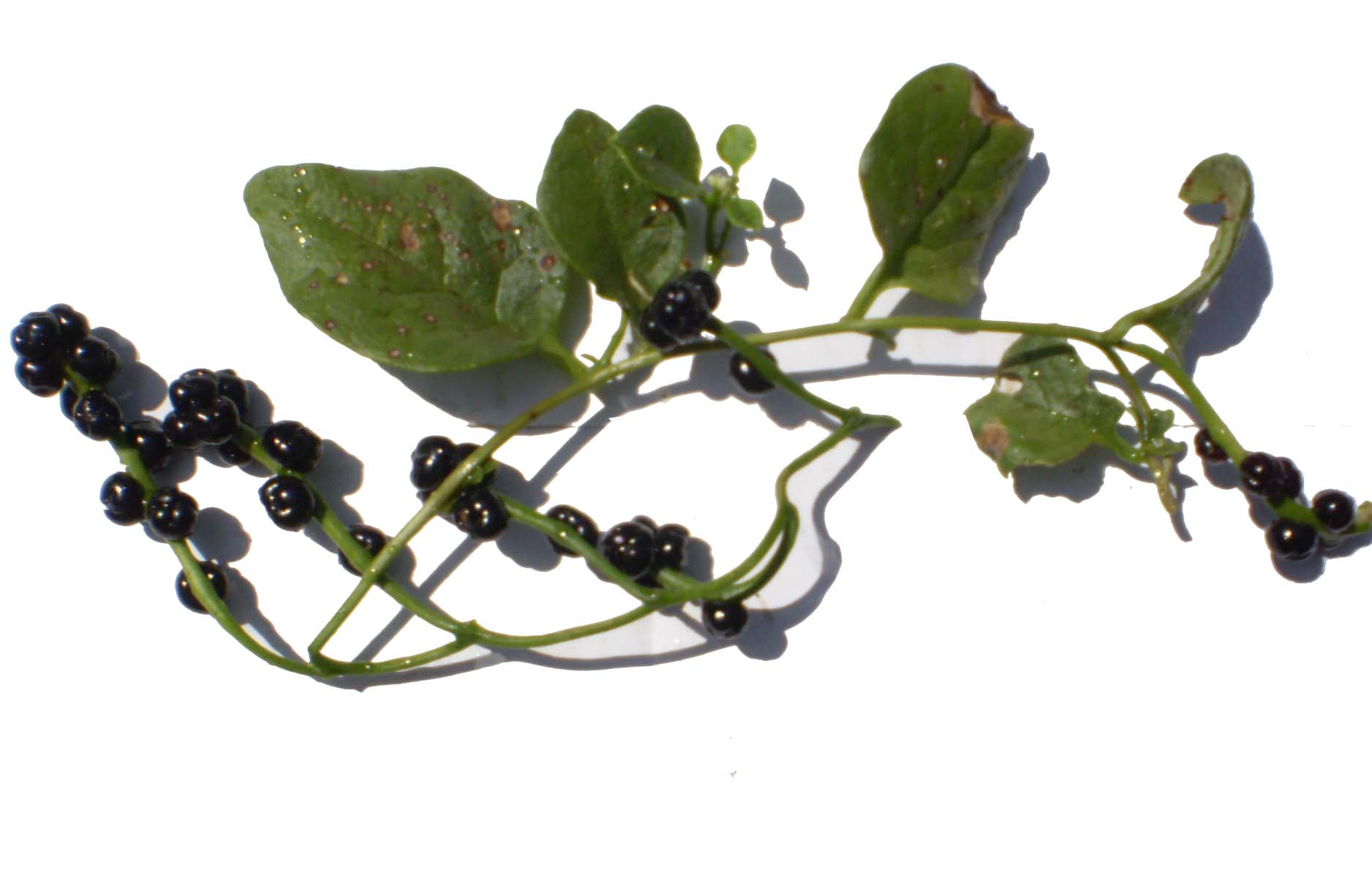
Quả cây mồng tơi.
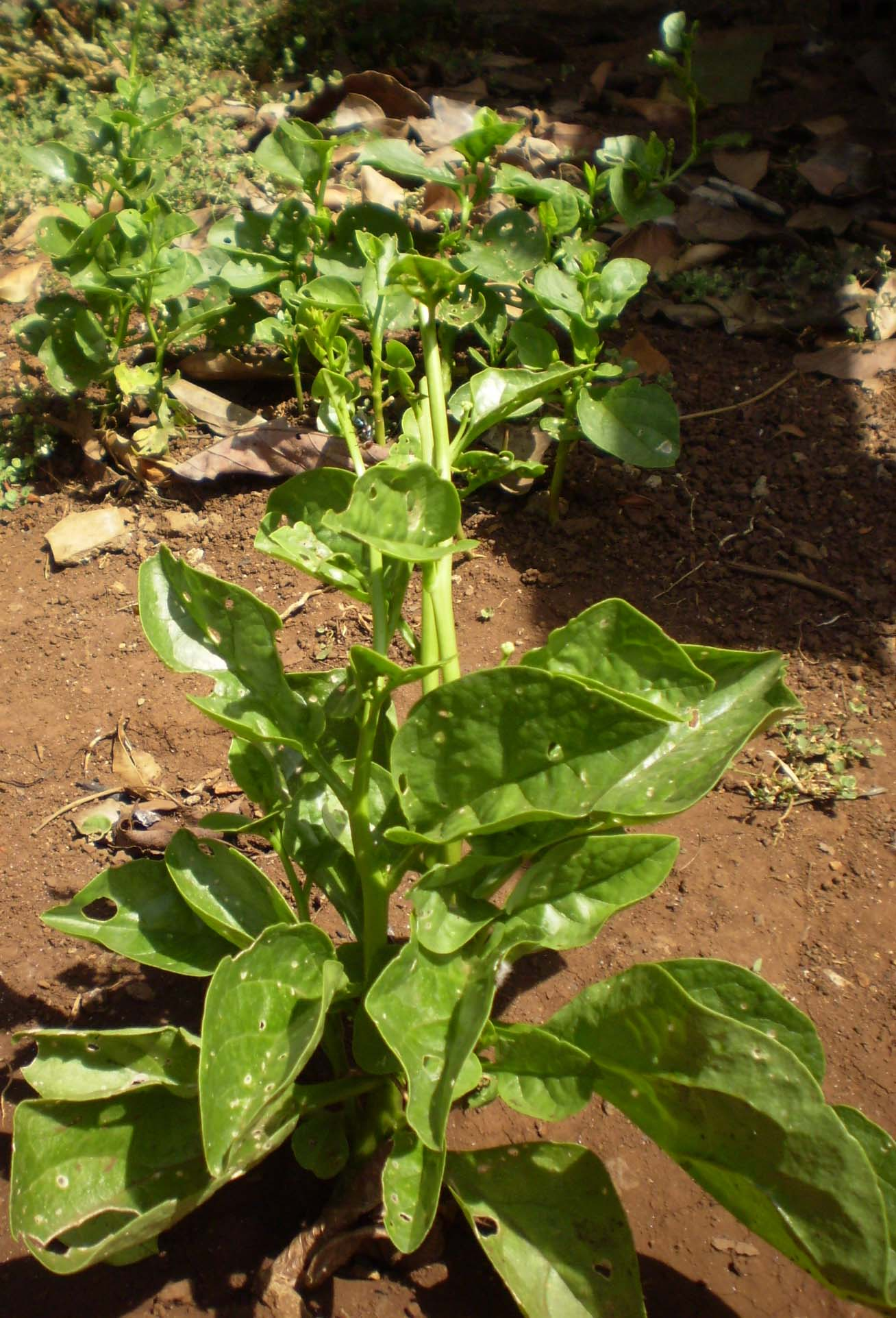
Vườn cây con.
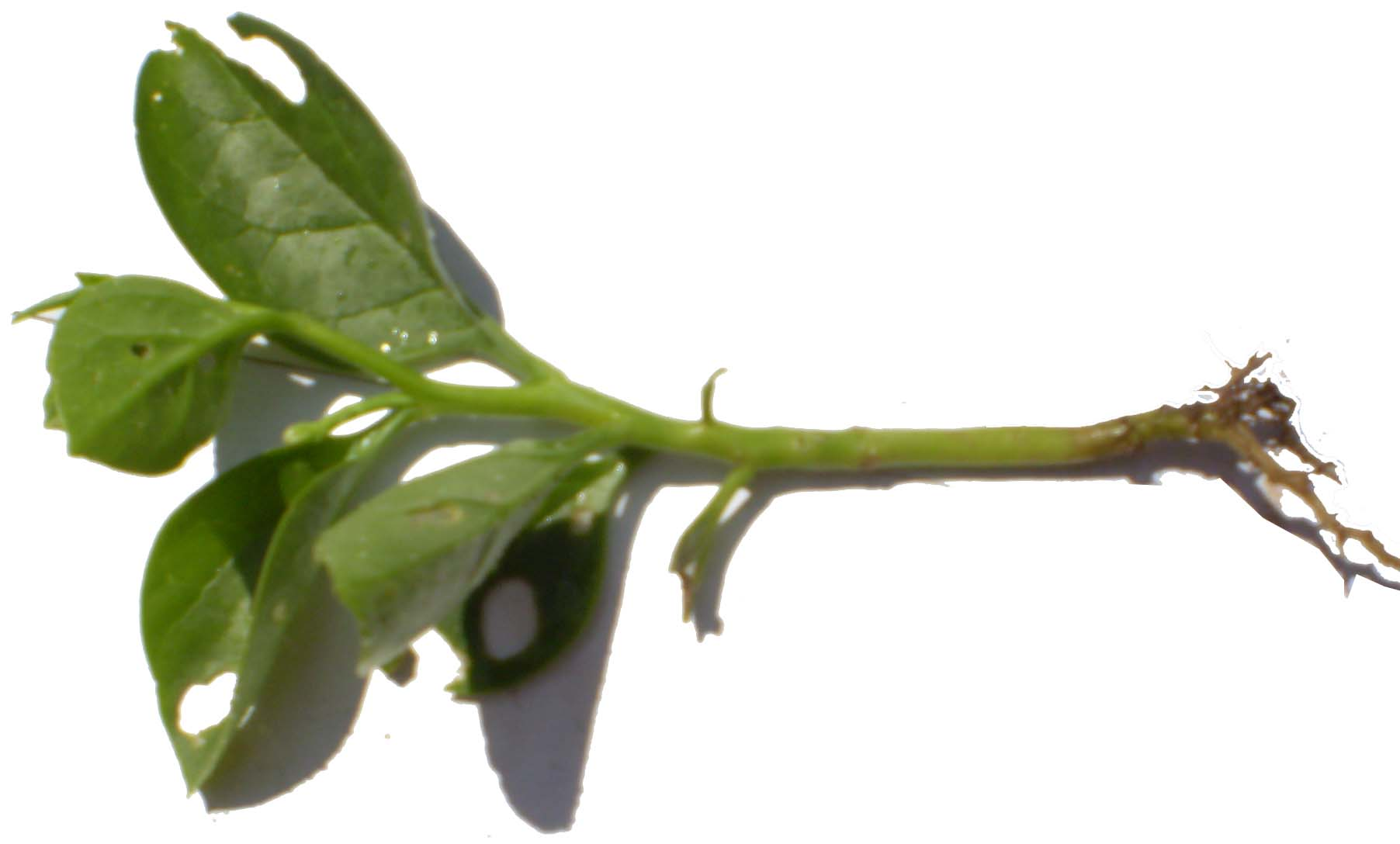
Cây con và rễ của nó.
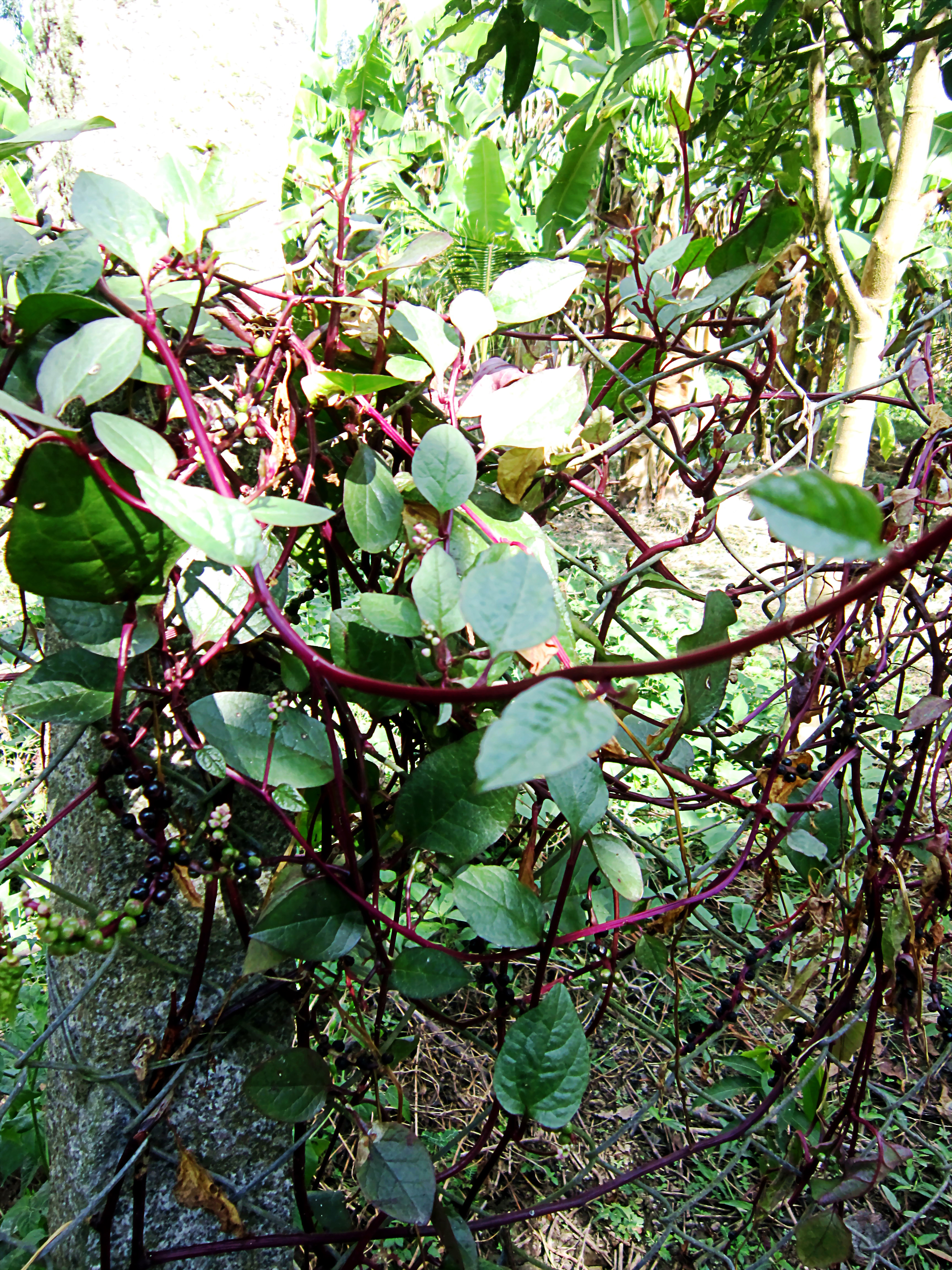
Mồng tơi tím ở miền Nam Việt Nam.

## Hình ảnh

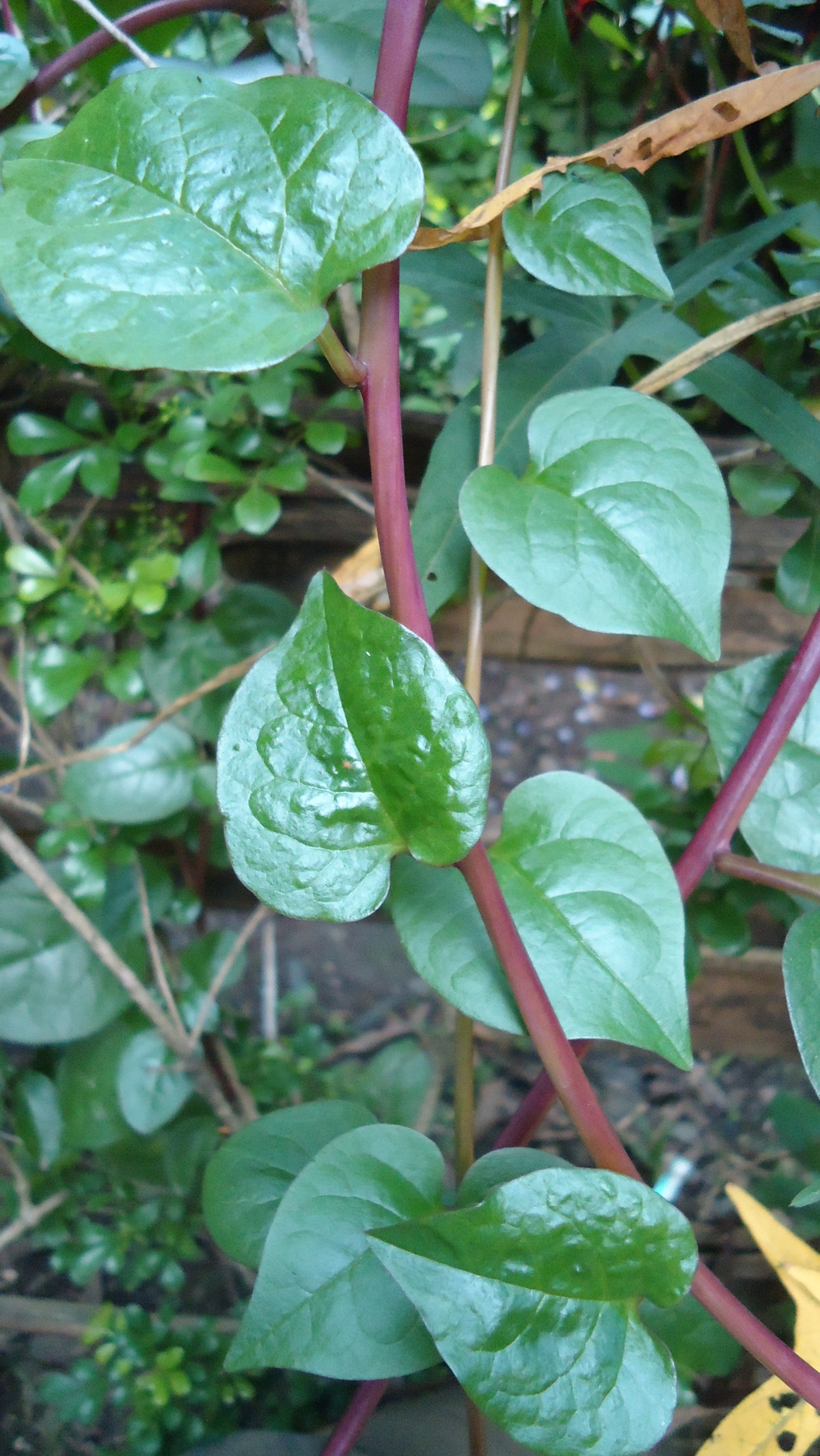
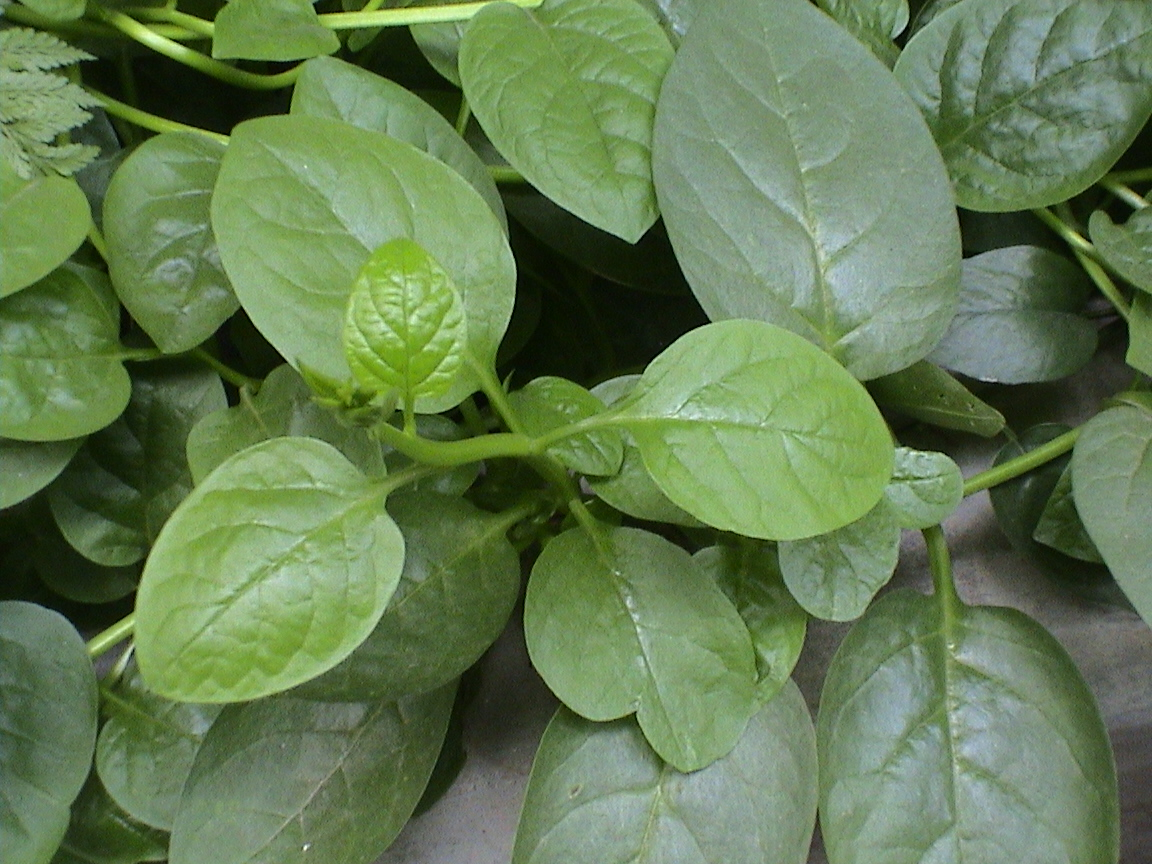
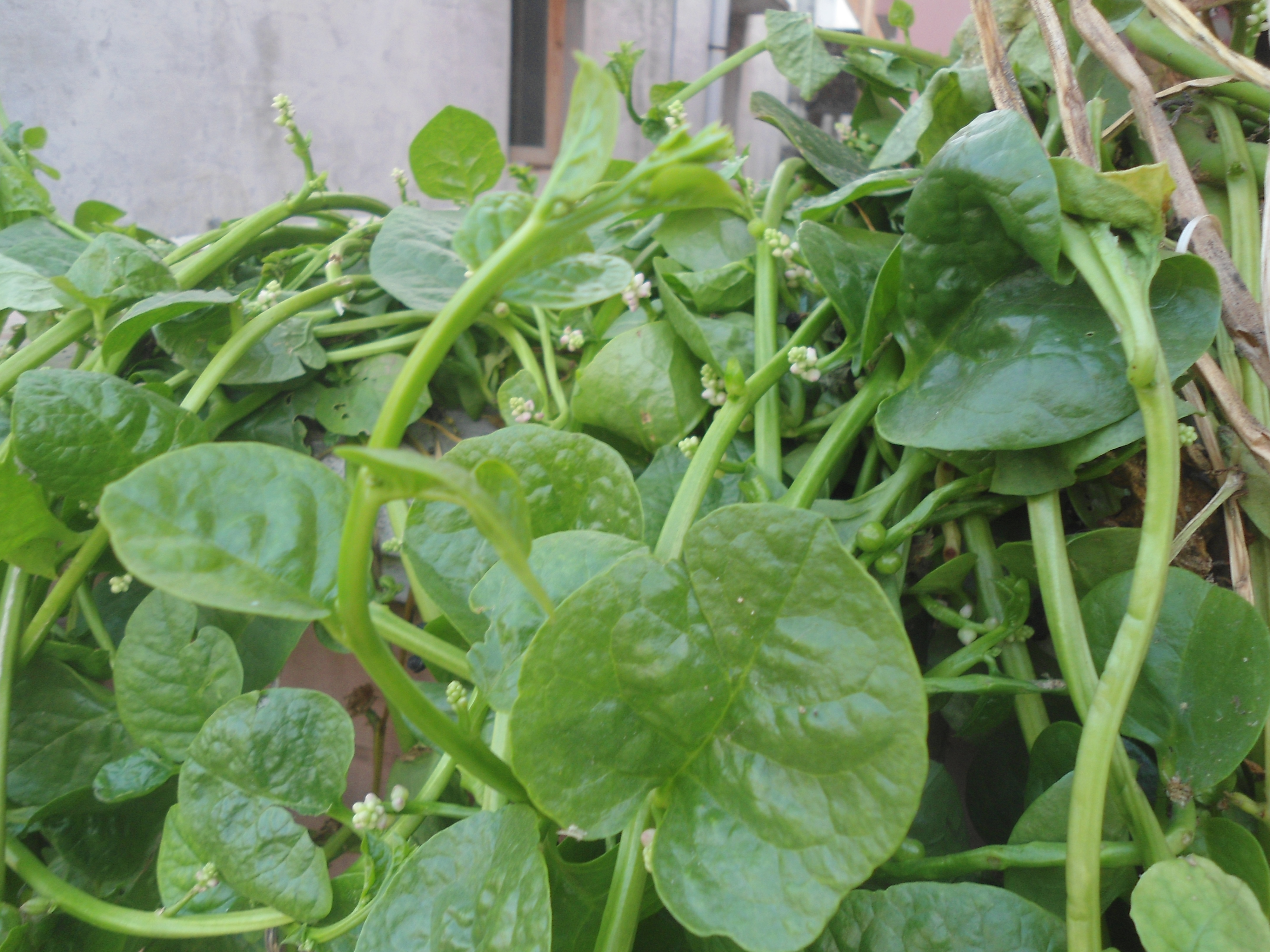
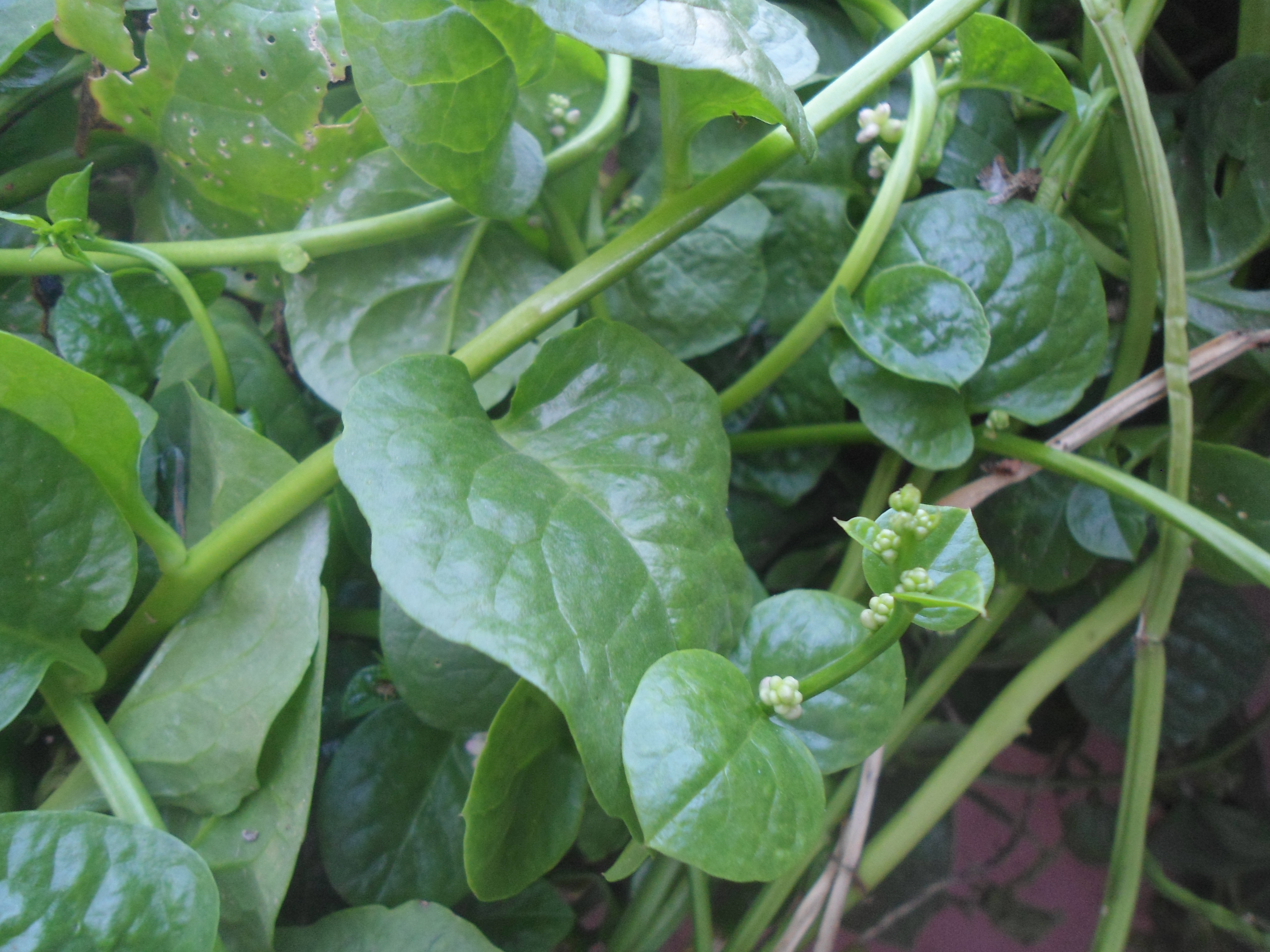